# Grand Prix Chin 2019

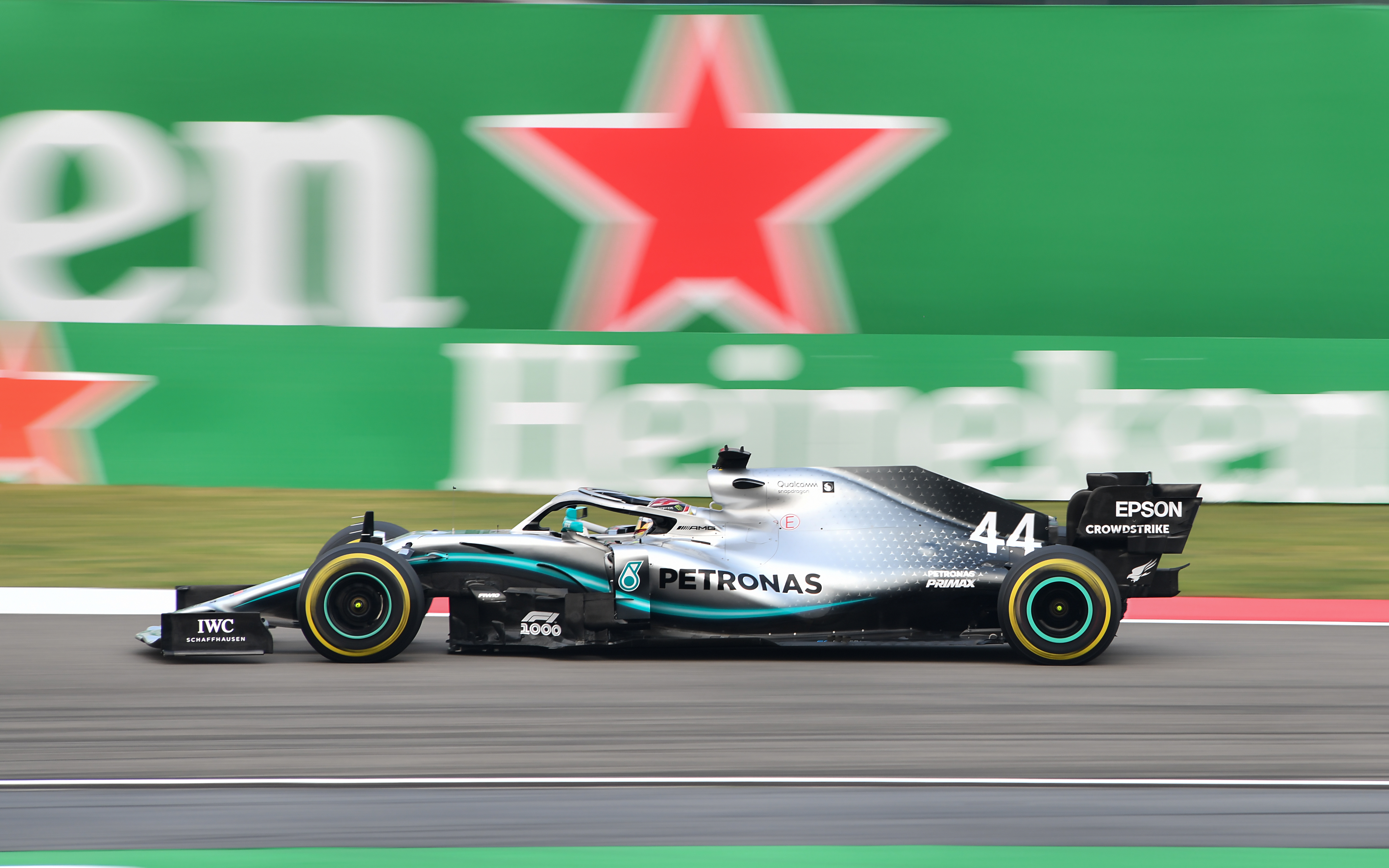
Lewis Hamilton, zwycięzca Grand Prix Chin 2019, prowadził od pierwszego do ostatniego okrążenia

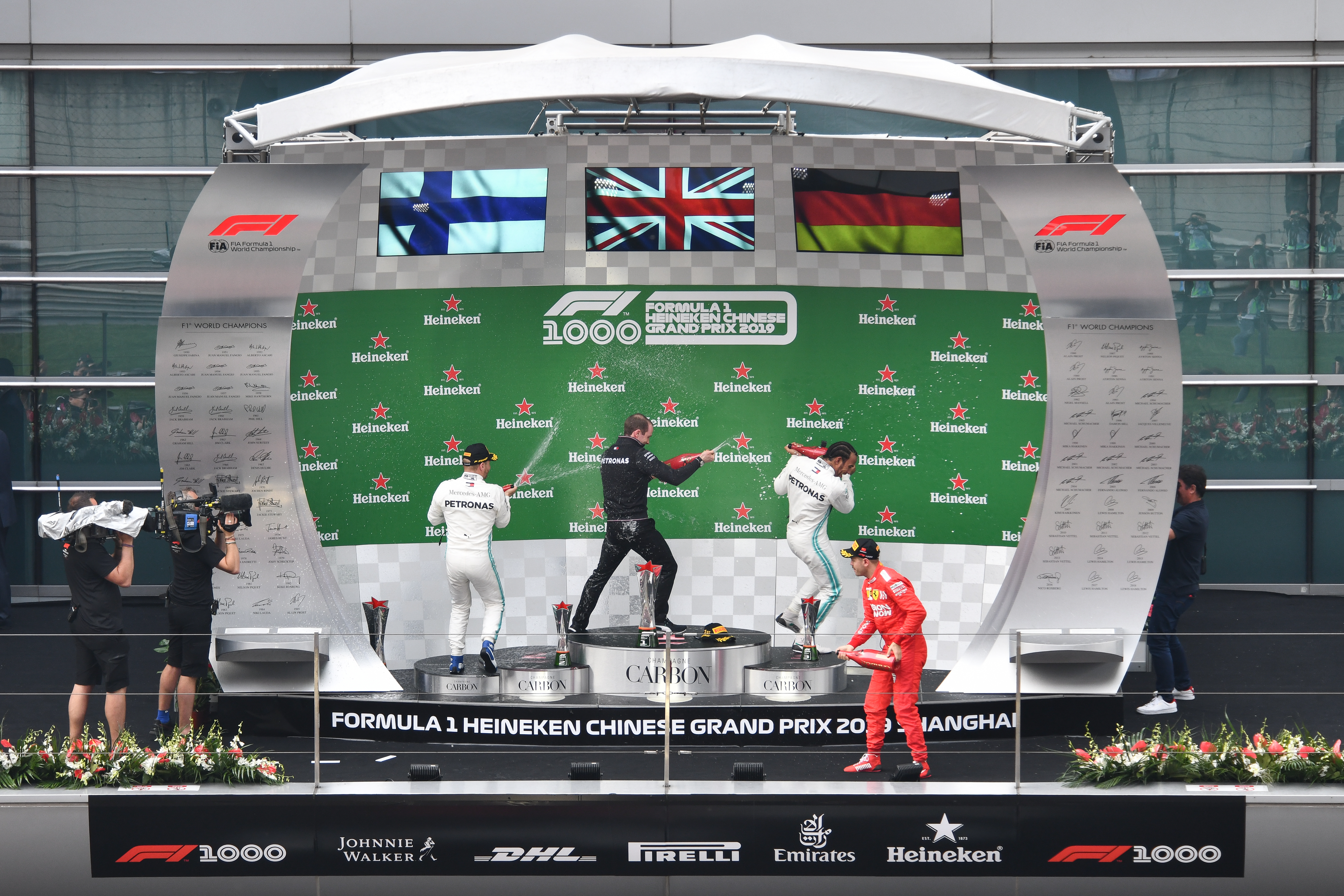
Lewis Hamilton, Valtteri Bottas i Sebastian Vettel na podium podczas Grand Prix Chin 2019

Grand Prix Chin 2019 (oficjalnie Formula 1 Heineken Chinese Grand Prix 2019) – trzecia runda eliminacji Mistrzostw Świata Formuły 1 w sezonie 2019 oraz tysięczny wyścig w historii Formuły 1. Grand Prix odbyło się w dniach 12–14 kwietnia 2019 roku na torze Shanghai International Circuit w Szanghaju.

## Lista startowa
| Nr | Kierowca           | Zespół                           | Samochód                      | Silnik           | Opony |
| -- | ------------------ | -------------------------------- | ----------------------------- | ---------------- | ----- |
| 3  | Daniel Ricciardo   | Renault F1 Team                  | Renault R.S.19                | Renault 1.6T V6  | P     |
| 4  | Lando Norris       | McLaren F1 Team                  | McLaren MCL34                 | Renault 1.6T V6  | P     |
| 5  | Sebastian Vettel   | Scuderia Ferrari Mission Winnow  | Ferrari SF90                  | Ferrari 1.6T V6  | P     |
| 7  | Kimi Räikkönen     | Alfa Romeo Racing                | Alfa Romeo C38                | Ferrari 1.6T V6  | P     |
| 8  | Romain Grosjean    | Rich Energy Haas F1 Team         | Haas VF-19                    | Ferrari 1.6T V6  | P     |
| 10 | Pierre Gasly       | Aston Martin Red Bull Racing     | Red Bull RB15                 | Honda 1.6T V6    | P     |
| 11 | Sergio Pérez       | SportPesa Racing Point F1 Team   | Racing Point RP19             | Mercedes 1.6T V6 | P     |
| 16 | Charles Leclerc    | Scuderia Ferrari Mission Winnow  | Ferrari SF90                  | Ferrari 1.6T V6  | P     |
| 18 | Lance Stroll       | SportPesa Racing Point F1 Team   | Racing Point RP19             | Mercedes 1.6T V6 | P     |
| 20 | Kevin Magnussen    | Rich Energy Haas F1 Team         | Haas VF-19                    | Ferrari 1.6T V6  | P     |
| 23 | Alexander Albon    | Red Bull Toro Rosso Honda        | Toro Rosso STR14              | Honda 1.6T V6    | P     |
| 26 | Daniił Kwiat       | Red Bull Toro Rosso Honda        | Toro Rosso STR14              | Honda 1.6T V6    | P     |
| 27 | Nico Hülkenberg    | Renault F1 Team                  | Renault R.S.19                | Renault 1.6T V6  | P     |
| 33 | Max Verstappen     | Aston Martin Red Bull Racing     | Red Bull RB15                 | Honda 1.6T V6    | P     |
| 44 | Lewis Hamilton     | Mercedes-AMG Petronas Motorsport | Mercedes AMG F1 W10 EQ Power+ | Mercedes 1.6T V6 | P     |
| 55 | Carlos Sainz Jr.   | McLaren F1 Team                  | McLaren MCL34                 | Renault 1.6T V6  | P     |
| 63 | George Russell     | ROKiT Williams Racing            | Williams FW42                 | Mercedes 1.6T V6 | P     |
| 77 | Valtteri Bottas    | Mercedes-AMG Petronas Motorsport | Mercedes AMG F1 W10 EQ Power+ | Mercedes 1.6T V6 | P     |
| 88 | Robert Kubica      | ROKiT Williams Racing            | Williams FW42                 | Mercedes 1.6T V6 | P     |
| 99 | Antonio Giovinazzi | Alfa Romeo Racing                | Alfa Romeo C38                | Ferrari 1.6T V6  | P     |
| Nr | Kierowca           | Zespół                           | Samochód                      | Silnik           | Opony |

## Wyniki

### Sesje treningowe
| Sesja | Nr | Kierowca         | Konstruktor | Czas     | Okr. |
| ----- | -- | ---------------- | ----------- | -------- | ---- |
| 1     | 5  | Sebastian Vettel | Ferrari     | 1:33,911 | 19   |
| 2     | 77 | Valtteri Bottas  | Mercedes    | 1:33,330 | 37   |
| 3     | 77 | Valtteri Bottas  | Mercedes    | 1:32,830 | 11   |

### Kwalifikacje
Źródło: formula1.com
| P                    | Nr | Kierowca           | Konstruktor  | Czasy w kwalifikacjach | Czasy w kwalifikacjach | Czasy w kwalifikacjach | Poz. s. |
| P                    | Nr | Kierowca           | Konstruktor  | Q1                     | Q2                     | Q3                     | Poz. s. |
| -------------------- | -- | ------------------ | ------------ | ---------------------- | ---------------------- | ---------------------- | ------- |
| 1                    | 77 | Valtteri Bottas    | Mercedes     | 1:32,658               | 1:31,728               | 1:31,547               | 1       |
| 2                    | 44 | Lewis Hamilton     | Mercedes     | 1:33,115               | 1:31,637               | 1:31,570               | 2       |
| 3                    | 5  | Sebastian Vettel   | Ferrari      | 1:33,557               | 1:32,232               | 1:31,848               | 3       |
| 4                    | 16 | Charles Leclerc    | Ferrari      | 1:32,712               | 1:32,324               | 1:31,865               | 4       |
| 5                    | 33 | Max Verstappen     | Red Bull     | 1:33,274               | 1:32,369               | 1:32,089               | 5       |
| 6                    | 10 | Pierre Gasly       | Red Bull     | 1:33,863               | 1:32,948               | 1:32,930               | 6       |
| 7                    | 3  | Daniel Ricciardo   | Renault      | 1:33,709               | 1:33,214               | 1:32,958               | 7       |
| 8                    | 27 | Nico Hülkenberg    | Renault      | 1:33,644               | 1:32,968               | 1:32,962               | 8       |
| 9                    | 20 | Kevin Magnussen    | Haas         | 1:34,036               | 1:33,150               | –                      | 9       |
| 10                   | 8  | Romain Grosjean    | Haas         | 1:33,752               | 1:33,156               | –                      | 10      |
| 11                   | 26 | Daniił Kwiat       | Toro Rosso   | 1:33,783               | 1:33,236               |                        | 11      |
| 12                   | 11 | Sergio Pérez       | Racing Point | 1:34,026               | 1:33,299               |                        | 12      |
| 13                   | 7  | Kimi Räikkönen     | Alfa Romeo   | 1:34,125               | 1:33,419               |                        | 13      |
| 14                   | 55 | Carlos Sainz Jr.   | McLaren      | 1:33,686               | 1:33,523               |                        | 14      |
| 15                   | 4  | Lando Norris       | McLaren      | 1:34,148               | 1:33,967               |                        | 15      |
| 16                   | 18 | Lance Stroll       | Racing Point | 1:34,292               |                        |                        | 16      |
| 17                   | 63 | George Russell     | Williams     | 1:35,253               |                        |                        | 17      |
| 18                   | 88 | Robert Kubica      | Williams     | 1:35,281               |                        |                        | 18      |
| 107% czasu: 1:39.144 |    |                    |              |                        |                        |                        |         |
| NS                   | 99 | Antonio Giovinazzi | Alfa Romeo   | –                      |                        |                        | 191     |
| NS                   | 23 | Alexander Albon    | Toro Rosso   | –                      |                        |                        | PL²     |

Uwagi
- 1 – Antonio Giovinazzi nie ustanowił czasu podczas kwalifikacji. Decyzją sędziów został dopuszczony do udziału w wyścigu.
- ² – Alexander Albon nie wziął udział w kwalifikacjach, w związku z wypadkiem podczas trzeciej sesji treningowej. Decyzją sędziów, dopuszczony do udziału w wyścigu, ale zobowiązany do startu z pit lane. Otrzymał również karę obniżenia pozycji startowej o 5 miejsc za nieplanowaną zmianę skrzyni biegów.

### Wyścig
Źródło: formula1.com
| P  | Nr | Kierowca           | Konstruktor  | Okr. | Czas              | Start | Punkty |
| -- | -- | ------------------ | ------------ | ---- | ----------------- | ----- | ------ |
| 1  | 44 | Lewis Hamilton     | Mercedes     | 56   | 1:32:06,350       | 2     | 25     |
| 2  | 77 | Valtteri Bottas    | Mercedes     | 56   | +6,552            | 1     | 18     |
| 3  | 5  | Sebastian Vettel   | Ferrari      | 56   | +13,744           | 3     | 15     |
| 4  | 33 | Max Verstappen     | Red Bull     | 56   | +27,627           | 5     | 12     |
| 5  | 16 | Charles Leclerc    | Ferrari      | 56   | +31,276           | 4     | 10     |
| 6  | 10 | Pierre Gasly       | Red Bull     | 56   | +1:29,307         | 6     | 91     |
| 7  | 3  | Daniel Ricciardo   | Renault      | 55   | +1 okrążenie      | 7     | 6      |
| 8  | 11 | Sergio Pérez       | Racing Point | 55   | +1 okrążenie      | 12    | 4      |
| 9  | 7  | Kimi Räikkönen     | Alfa Romeo   | 55   | +1 okrążenie      | 13    | 2      |
| 10 | 23 | Alexander Albon    | Toro Rosso   | 55   | +1 okrążenie      | PL    | 1      |
| 11 | 8  | Romain Grosjean    | Haas         | 55   | +1 okrążenie      | 10    |        |
| 12 | 18 | Lance Stroll       | Racing Point | 55   | +1 okrążenie      | 16    |        |
| 13 | 20 | Kevin Magnussen    | Haas         | 55   | +1 okrążenie      | 9     |        |
| 14 | 55 | Carlos Sainz Jr.   | McLaren      | 55   | +1 okrążenie      | 14    |        |
| 15 | 99 | Antonio Giovinazzi | Alfa Romeo   | 55   | +1 okrążenie      | 19    |        |
| 16 | 63 | George Russell     | Williams     | 54   | +2 okrążenia      | 17    |        |
| 17 | 88 | Robert Kubica      | Williams     | 54   | +2 okrążenia      | 18    |        |
| 18 | 4  | Lando Norris       | McLaren      | 50   | NU (uszkodzenia)† | 15    |        |
| NS | 26 | Daniił Kwiat       | Toro Rosso   | 41   | NU (uszkodzenia)  | 11    |        |
| NS | 27 | Nico Hülkenberg    | Renault      | 16   | NU (silnik)       | 8     |        |

Uwagi
- 1 – Jeden dodatkowy punkt jest przyznawany kierowcy, który ustanowił najszybsze okrążenie w wyścigu, pod warunkiem, że ukończył wyścig w pierwszej 10.
- † – Mimo nieukończenia wyścigu, zawodnik został sklasyfikowany, ponieważ przejechał 90% długości wyścigu.

### Najszybsze okrążenie
| Nr | Kierowca     | Konstruktor | Czas     | Okr. |
| -- | ------------ | ----------- | -------- | ---- |
| 10 | Pierre Gasly | Red Bull    | 1:34.742 | 55   |

## Klasyfikacja po wyścigu

### Kierowcy
| P  | +/− | Kierowca           | Starty | Punkty | P1 | P2 | P3 | PP | NO | NS |
| -- | --- | ------------------ | ------ | ------ | -- | -- | -- | -- | -- | -- |
| 1  | +1  | Lewis Hamilton     | 3      | 68     | 2  | 1  | –  | 1  | –  | –  |
| 2  | −1  | Valtteri Bottas    | 3      | 62     | 1  | 2  | –  | 1  | 1  | –  |
| 3  | 0   | Max Verstappen     | 3      | 39     | –  | –  | 1  | –  | –  | –  |
| 4  | +1  | Sebastian Vettel   | 3      | 37     | –  | –  | 1  | –  | –  | –  |
| 5  | −1  | Charles Leclerc    | 3      | 36     | –  | –  | 1  | 1  | 1  | –  |
| 6  | +4  | Pierre Gasly       | 3      | 13     | –  | –  | –  | –  | 1  | –  |
| 7  | −1  | Kimi Räikkönen     | 3      | 12     | –  | –  | –  | –  | –  | –  |
| 8  | −1  | Lando Norris       | 3      | 8      | –  | –  | –  | –  | –  | –  |
| 9  | −1  | Kevin Magnussen    | 3      | 8      | –  | –  | –  | –  | –  | –  |
| 10 | −1  | Nico Hülkenberg    | 3      | 6      | –  | –  | –  | –  | –  | 1  |
| 11 | +7  | Daniel Ricciardo   | 3      | 6      | –  | –  | –  | –  | –  | 1  |
| 12 | +2  | Sergio Pérez       | 3      | 5      | –  | –  | –  | –  | –  | –  |
| 13 | −1  | Alexander Albon    | 3      | 3      | –  | –  | –  | –  | –  | –  |
| 14 | −3  | Lance Stroll       | 3      | 2      | –  | –  | –  | –  | –  | –  |
| 15 | −2  | Daniił Kwiat       | 3      | 1      | –  | –  | –  | –  | –  | 1  |
| 16 | −1  | Antonio Giovinazzi | 3      | 0      | –  | –  | –  | –  | –  | –  |
| 17 | N   | Romain Grosjean    | 3      | 0      | –  | –  | –  | –  | –  | 2  |
| 18 | +1  | Carlos Sainz Jr.   | 3      | 0      | –  | –  | –  | –  | –  | 1  |
| 19 | −3  | George Russell     | 3      | 0      | –  | –  | –  | –  | –  | –  |
| 20 | −3  | Robert Kubica      | 3      | 0      | –  | –  | –  | –  | –  | –  |
| P  | +/− | Kierowca           | Starty | Punkty | P1 | P2 | P3 | PP | NO | NS |

### Konstruktorzy
| P  | +/− | Konstruktor               | Starty | Punkty | P1 | P2 | P3 | PP | NO | NS |
| -- | --- | ------------------------- | ------ | ------ | -- | -- | -- | -- | -- | -- |
| 1  | 0   | Mercedes                  | 6      | 130    | 3  | 3  | –  | 2  | 1  | –  |
| 2  | 0   | Ferrari                   | 6      | 73     | –  | –  | 2  | 1  | 1  | –  |
| 3  | 0   | Red Bull Racing-Honda     | 6      | 52     | –  | –  | 1  | –  | 1  | –  |
| 4  | +3  | Renault                   | 6      | 12     | –  | –  | –  | –  | –  | 2  |
| 5  | −1  | Alfa Romeo Racing-Ferrari | 6      | 12     | –  | –  | –  | –  | –  | –  |
| 6  | +1  | Haas-Ferrari              | 6      | 8      | –  | –  | –  | –  | –  | 2  |
| 7  | −1  | McLaren-Renault           | 6      | 8      | –  | –  | –  | –  | –  | 1  |
| 8  | +1  | Racing Point-BWT Mercedes | 6      | 7      | –  | –  | –  | –  | –  | –  |
| 9  | −1  | Scuderia Toro Rosso-Honda | 6      | 4      | –  | –  | –  | –  | –  | 1  |
| 10 | 0   | Williams-Mercedes         | 6      | 0      | –  | –  | –  | –  | –  | –  |
| P  | +/− | Konstruktor               | Starty | Punkty | P1 | P2 | P3 | PP | NO | NS |